# Delma mitella
Delma mitella är en ödleart som beskrevs av  Eddie L. Shea 1987. Delma mitella ingår i släktet Delma och familjen fenfotingar. Inga underarter finns listade i Catalogue of Life.
Exemplaren är upp till 80 mm långa och har en rödbrun färg på ovansidan samt en gulvit färg på undersidan. På det mörkare huvudet finns fyra smala och krämfärgade strimmor som har svarta kanter.
Arten förekommer i nordöstra Queensland i Australien. Den saknar extremiteter. Honor lägger ägg. Exemplaren lever i öppna skogar och regnskogar. De hittas ofta nära grästuvor.
Beståndet hotas i viss mån av landskapsförändringar. Hela populationen anses vara stor. IUCN listar arten som livskraftig (LC).